# Guglielmo Sanfelice d’Acquavella

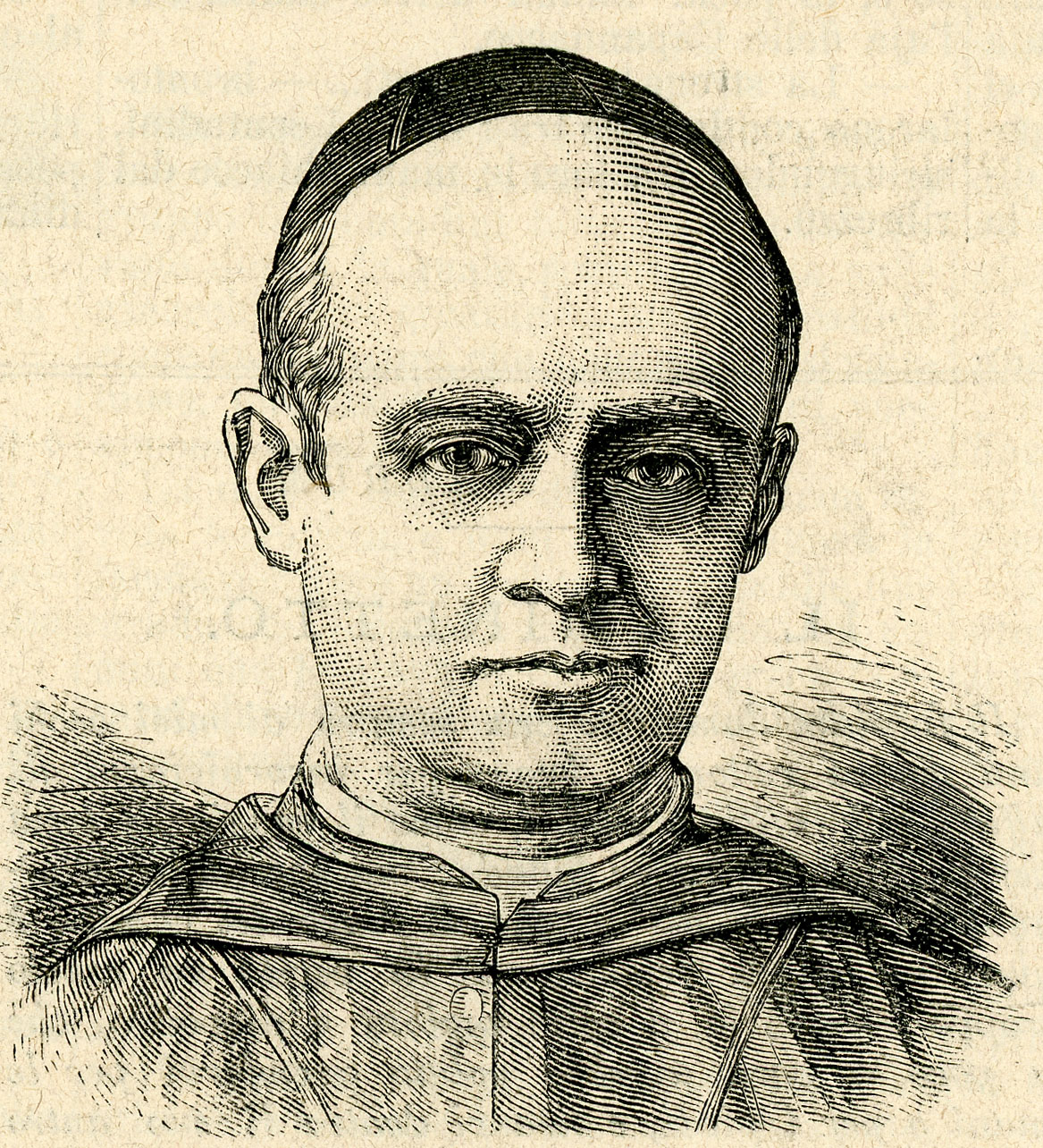
Erzbischof Guglielmo Sanfelice d’Acquavella OSB (1878)

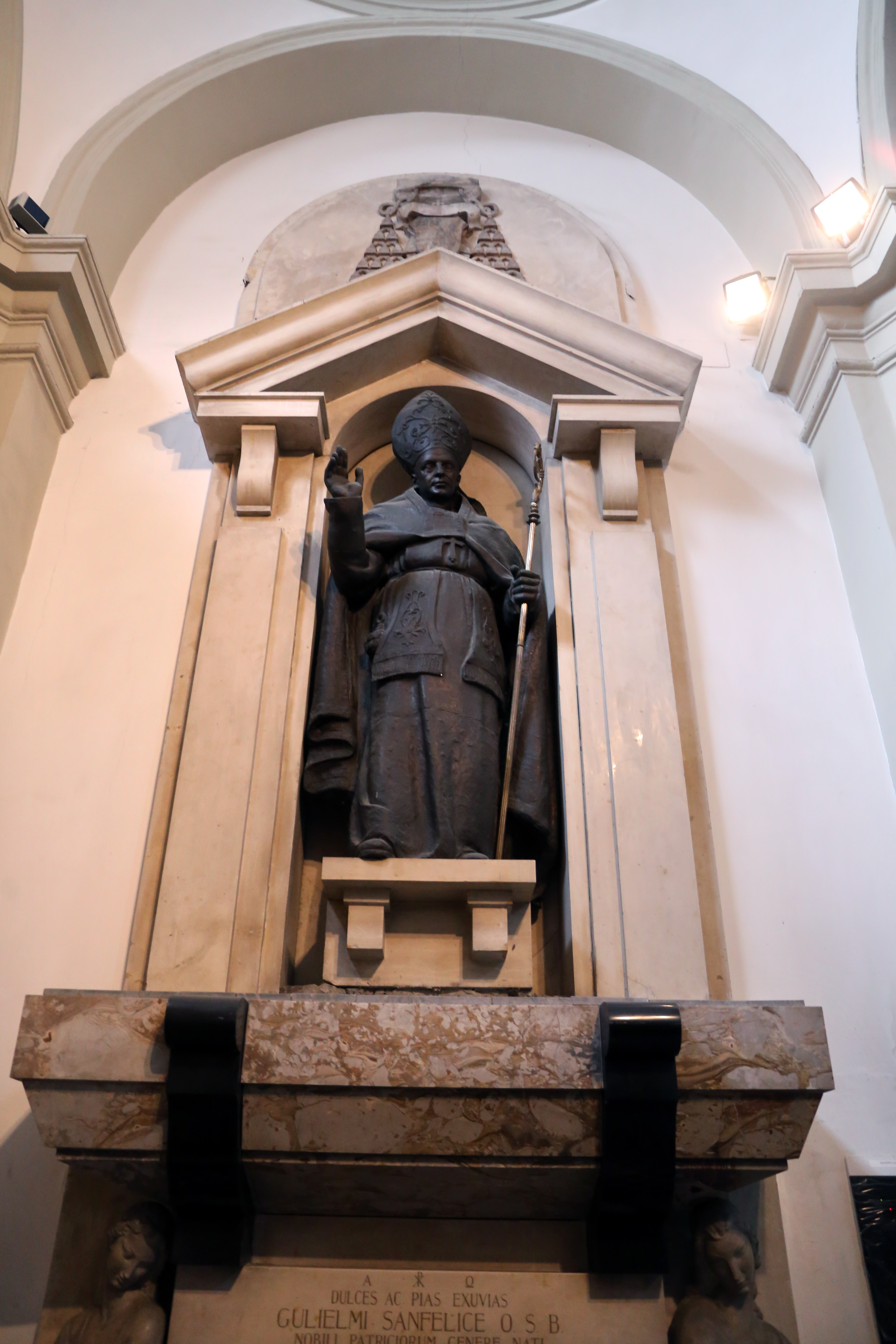
Epitaph des Kardinals (Dom von Neapel)

Kardinalswappen

Guglielmo Sanfelice d’Acquavella OSB (* 14. April 1834 in Aversa; † 3. Januar 1897 in Neapel) war ein italienischer Geistlicher. Von 1878 bis zu seinem Tode war er Erzbischof von Neapel, ab 1884 Kardinal.

## Leben
Sanfelice wurde in eine neapolitanische Adelsfamilie geboren, die auf die Normannen zurückgeht. Seine Eltern waren Giuseppe Duca d’Aquavella und Giovanna de Martino dei Baroni von Montegiordano. Im Alter von 17 Jahren entschloss er sich Benediktiner zu werden und trat in die Abtei Cava de’ Tirreni ein, wo er sein Studium Theologiestudium begann, was er dann an der Universität Neapel und am Colleg der Protonotarier in Rom fortsetzte. Er erwarb den Doktortitel in Theologie und Beider Rechte. Bereits am Anfang des Studiums wurde er beauftragt, in der Abtei Latein, Griechisch und Literatur zu unterrichten. 1857 wurde er zum Priester geweiht und war ab 1858 Novizenmeister in der Abtei Montecassino. Ab 1867 war er Dekan und Generalvikar in der Abtei Cava de’ Tirreni, wo er 1874 das liceo ginnasio gründete.
1878 wurde er zum Erzbischof von Neapel ernannt und am 24. März 1884 folgte seine Erhebung zum Kardinal durch Papst Leo XIII. Er erhielt die Titelkirche San Clemente. In seine Amtszeit fielen mehrere Erdbeben in Neapel und Ischia (Casamicciola, 1881, 1883) und eine Choleraepidemie in Neapel (1884), denen gegenüber er eine vorbildliche Nothilfe organisierte.
Er verstarb am 3. Januar 1897 an Lungenproblemen und wurde zunächst in der Ordenskapelle S. Maria in Vertecoeli auf dem Cimitero di Santa Maria del Pianto beigesetzt. Später wurden seine Gebeine in die Brancaccio-Kapelle in der Kathedrale von Neapel übertragen.
Die Straße Via Guglielmo Sanfelice in Casamicciola Terme wurde nach ihm benannt.